# Romantikens musik
Romantikens musik var 1800-talets tonspråk, som utgjorde musikens manifestation av romantikens estetik. Kompositören Ludwig van Beethoven gick i främsta ledet; hans Eroica utgjorde för romantiken något av en hängbro från den tidigare stilen, wienklassicismen. Den romantiska musiken övergick i nationalromantik och impressionism, men var ännu en bit in på 1900-talet en betydelsefull strömning, tills modernismen bröt igenom.
Det är problematiskt att ge en enkel och absolut definition av romantikens musik, liksom för romantiken som helhet. Den hade förankring i folklig kultur, i subjektivism, intimitet och nostalgi samt upphöjde originaliteten hos kompositörer. Sålunda uppstod nya genrer, som lieden, men även strävan efter allkonstverk, som den tyska operan (särskilt Wagner) och programmusik, med lyriska inslag, både vad beträffar lyriken som konstform och det sublimt poetiska anslaget. Solisterna, såväl sångare som instrumentalister, fick en mer framträdande plats och därmed tekniskt sett svårare stycken med komplicerade koloraturer och hastiga tonväxlingar. I likhet med skönlitteraturen, fanns en förkärlek att återanvända partier som ledmotiv. 
Franz Schubert var en av de första kompositörerna som kan sägas komponera rent romantiskt, men hade samtidigt klassicistiska drag genom påverkan från främst Mozart. Han byggde sina kompositioner på melodier, vilket dock särskiljer honom från föregående epok som mer byggde på motiv, och bryter sig fri från de från klassicismen givna sambanden mellan solist och ackompanjemang. 
Romantiken kan delas in i tre delar: tidig romantik, högromantik och senromantik.
Senromantiken är den sista delen i romantikens stilperiod och är den del där framförallt harmoniken utvecklas. Musiken utmärks av många tonartsförändringar och ett brett, svulstigt och episkt tonspråk, se exempelvis Gustav Mahler. Den stora graden av experimentell harmonik ledde fram till nästa perioden, expressionismen.
Senromantikens motiv är storslagna och episka och tar inte sällan avstamp i speciella och fantasifulla miljöer, som naturen, natten, barndomen, sagan och exotiska öar. I senromantiken framträder kärleken till det egna ursprunget, vilket banar väg för nationalromantiken.